# Kari Thomée
Kari Maria Thomée, ogift Adolphson, född 6 juli 1932 i Kungsholms församling i Stockholm, är en svensk TV-producent, musiker och regissör.
Hon är dotter till skådespelaren Edvin Adolphson och hans tredje hustru Mildrid Adolphson, ogift Folkestad, halvsyster till skådespelaren Anna-Greta Adolphson, syster till trubaduren Olle Adolphson, skådespelaren Kristina Adolphson och fotografen Per B. Adolphson och faster till skådespelarna Ludvig och Fanny Josephson och Linus Eklund Adolphson. Hennes morfar var konstnären Bernhard Folkestad.
Kari Thomée fick normalskolekompetens 1949 och gick ut Bar-Lock-institutet 1951. Hon var assistant matron på Framlingham Coll Ipswich 1950, reklamassistent hos Film AB Paramount 1951–1953, direktörssekreterare hos AB Summa-Sunlight i Nyköping 1954–1957, samt Publicity vid Film AB Paramount 1957–1959.
Hon kom till Sveriges Television (SVT) 1962 där hon var tablåplanerare 1962–1967 innan hon 1968 blev producent på barn- och nöjesavdelningen, TV1. Hon har arbetat med program som Fablernas värld (1970–1972), Från A till Ö (1974–1975), Trazan Apansson (1976), Julkalendern (1978), Hur bär du dig åt, människa?! (1978), Zvampen (1983), Evert Taube i våra hjärtan (1980) och Bort i parken konserterar (1987).
Hon har varit kapellmästare och ess-kornettist i Mässingssextetten Blåslaget.
Kari Thomée gifte sig 1953 med reklamproducenten Lars Thomée (1924–2011), son till grosshandlaren Sven Thomée och Marianne, ogift Schildt. Lars Thomée har regisserat Magnus & Brasse.